# Єлизавета Крістіна Ульріка Брауншвейг-Люнебурзька
Єлизавета Крістіна Брауншвейзька (нім. Elisabeth Christine von Braunschweig; 8 листопада 1715, Вольфенбюттель — 13 січня 1797, палац Шенгаузен під Берліном) — королева Пруссії, дружина Фрідріха Великого.

## Родовід
Дружина прусського короля Фрідріха II, старша дочка Фердинанда Альбрехта II, герцога Брауншвейг-Люнебург-Вольфенбюттельського та Антуанетти Амалії Брауншвейг-Вольфенбюттельської (усього в родині було 18 дітей). Рідний брат Єлизавети Крістіни — Антон Ульріх, з 1739 року чоловік Анни Леопольдівни, двоюрідна сестра — Марія Терезія.
Єлизавету Крістіну (Ельзу) видали заміж за кронпринца Прусії в 1733 році.

## При прусському дворі
У новій сім'ї принцеса не знайшла ніякої любові і підтримки. Свекруха — королева Софія Доротея — ненавиділа невістку вже тільки тому, що королеві не вдався так званий «англійський мар'яж» улюбленого сина з англійською принцесою Амелією Великобританською. Сестри Фрідріха (особливо Вільгельміна, майбутня маркграфиня Байройтська) постійно цькували молоду жінку. Уїдлива маркграфиня у своїх спогадах залишила досить невтішні відгуки про принцесу Ельзу: «Вона висока на зріст, але погано складена і погано себе поводить. Білизна її сліпуча, зате занадто яскравий рум'янець: очі її блідо-блакитні, без всякого виразу і не обіцяють особливого розуму. Рот її малий; риси миловидні, хоча неправильні; все обличчя так невинно-простодушне, що можна подумати з першого погляду, що голівка її належить дванадцятирічній дитині. Біляве волосся в'ється від природи, але вся краса її спотворюється недоладними, почорнілими зубами. Рухи її незграбні, розмова млява, вона може висловлюватися і часто вживає звороти, за яким треба вгадувати, що вона хоче сказати».
Неприязнь прусських принцес викликала і неохайність нареченої. Гігієна при прусському дворі знаходилася на недосяжній для решти всієї Європи висоті, тому провінційна дівчина дійсно здавалася дуже неохайною.

## Взаємини з чоловіком
Юний принц Фрідріх також не виявляв до молодої дружини належної зацікавленості, ставився до неї швидше поблажливо, ніж з любов'ю. В історичних джерелах існують кілька різних думок про їх відносини.
Федір Коні пише, що між ними була абсолютно нормальна подружнє життя, однак, шлюб виявився бездітним. Д. Фрейзер надає відразу кілька варіантів з різних джерел: від абсолютного презирства до дружини до цілком приязних відносин. Особисте життя Фрідріха Великого завжди була предметом суперечок.
У всякому разі король і королева все життя прожили окремо. Спочатку молода королева займала кімнати в Шарлоттенбурзькому замку, потім переїхала до Шенхаузенського палацу. Запрошення відвідати літню резиденцію Фрідріха II палац Сансусі вона так і не отримала жодного разу. Збереглася нечисленне листування Фрідріха II та його дружини. Ці листи містять формальні компліменти та побажання здоров'я.
Проте варто відзначити, що Фрідріх ні разу не натякнув на можливе розлучення з Ельзою, завжди підтримував її матеріально і всіляко заохочував її заняття благодійністю.
Після Семирічної війни подружжя стали бачитися частіше, між ними навіть зав'язалося подоба дружби. Фрідріх високо цінував скромність і доброту своєї дружини, проте, її незначні таланти оцінити так і не спромігся.
Єлизавета Крістіна пережила свого знаменитого чоловіка на 11 років. Вона померла в 1797 році у палаці Шенгаузен і похована в Берлінському кафедральному соборі.